# Július Toček
Július Toček, slovaški veslač, * 29. september 1939, Margecany, † 7. oktober 2004, Winterthur, Švica. 
Toček je za Češkoslovaško nastopil na Poletnih olimpijskih igrah 1964 v Tokiu, kjer je v osmercu osvojil bronasto medaljo. 